# 한니의 물체

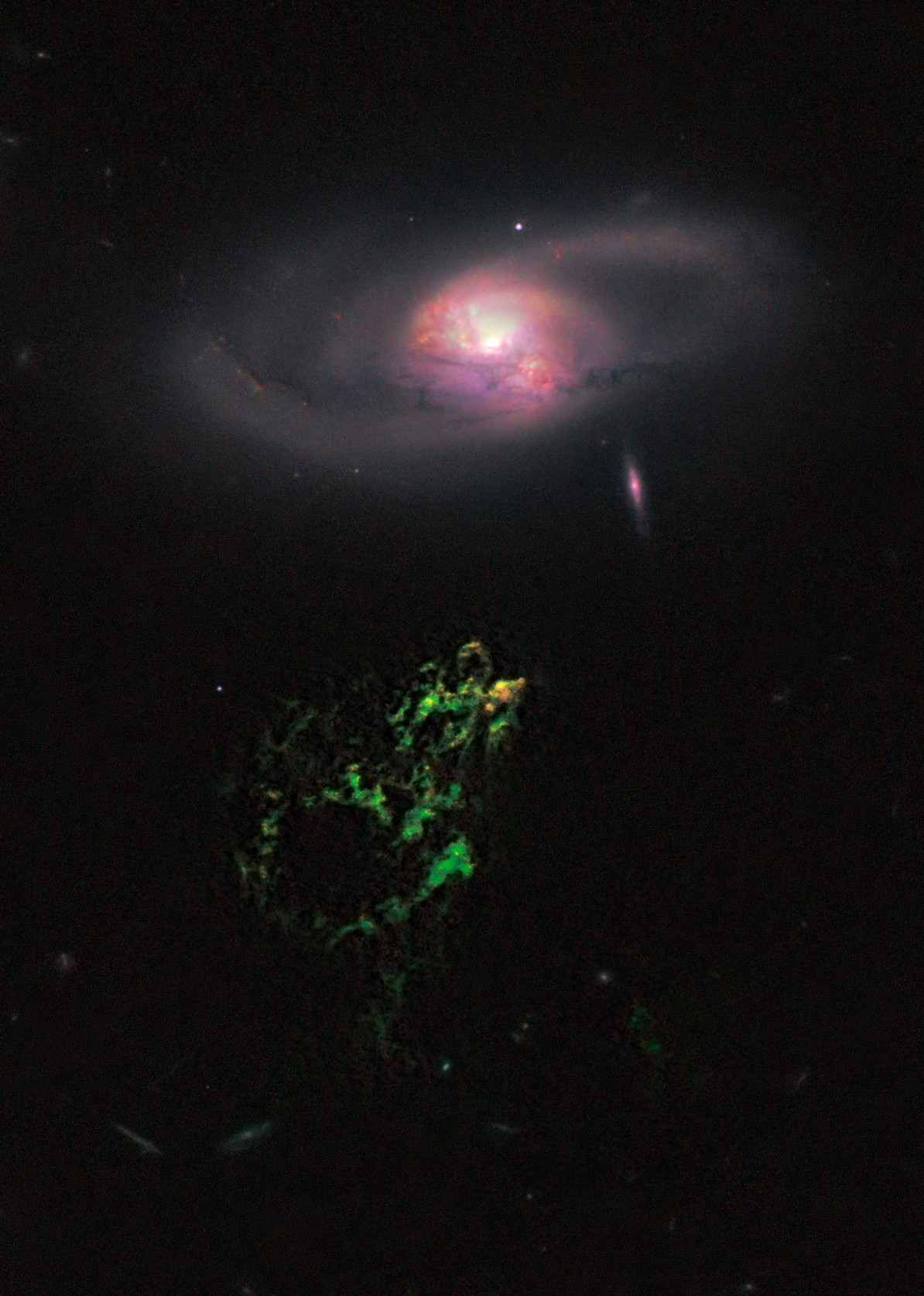
한니의 물체

한니의 물체(네덜란드어: Hanny's Voorwerp, Hanny's object)는 네덜란드의 여교사 한니 반 아르켈이 2007년 갤럭시 주 프로젝트에 아마추어 지원자로 참가하던 중 발견한 의문의 천체이다. 이 물체는 작은사자자리의 나선 은하 IC 2497 근처에 한 방울 물감을 떨어뜨린 것 같은 모양이다. NASA 오늘의 천문학 사진 웹사이트에 올라온 사진(다니엘 스미스, 피터 허버트가 2.5미터 아이작 뉴턴 망원경으로 촬영)에 의하면 한니의 물체는 여러 밝은 방출선 때문에 생기는, 특이한 녹색의 모양이다.

## 거리
한니의 물체는 지구에서 약 7억 광년 떨어져 있다.

## 생긴 원인
이 물체의 정체에 대한 가장 유력한 이론으로 약 10만 년 전 IC 2497의 중심부에서 발생했던 밝은 퀘이사의 빛을 반사하는 먼지 구름이라는 주장이 있다. 퀘이사는 소멸했지만, 물체에서 나온 빛은 구름에 반사되면서 보다 먼 길을 거쳐 지구 관측자의 눈에 들어와서, 마치 '유령 사진'처럼 보이게 된 것으로 추측된다.

## 특징
한니 물체 자체에는 어떤 항성도 없으며 폭 1만 6천 광년에 이르는 거대한 구멍이 중앙에 뚫려 있다. 천문학자들은 지금도 이 물체가 생겨난 원인이 무엇인지를 연구하고 있다.

## 같이 보기
- 완두은하